# Giro para-hipocampal
O Giro para-hipocampal (Syn. hippocampal gyrus) é uma substância cinzenta do córtex cerebral, região do cérebro que envolve o hipocampo e faz parta do sistema límbico. Esta região desempenha um papel importante na codificação e recuperação de memória e tem sido envolvida em alguns casos de esclerose do hipocampo. A assimetria foi observada em cérebros de pacientes com esquizofrenia.

## Estrutura
A parte anterior do giro inclui os córtices perirrinal e entorrinal.
O termo córtex para-hipocampal é usado para se referir a uma área que engloba o giro para-hipocampal posterior e a porção medial do giro fusiforme.

## Função

### Reconhecimento de cena
A área de lugar para-hipocampal (em inglês: parahippocampal place area, PPA) é uma sub-região do córtex para-hipocampal que fica medialmente no córtex temporal occipital inferior. A PPA desempenha um papel importante na codificação e reconhecimento de cenas ambientais. Estudos através de imagens por ressonância magnéticas funcionais indicam que esta região do cérebro se torna altamente ativa quando seres humanos veem estímulos de cena topográfica, como imagens de paisagens, paisagens urbanas ou salas (ou seja, imagens de "lugares"). Além disso, de acordo com o trabalho de Pierre Mégevand em 2014, a estimulação da região através de eletrodos intracranianos produz consequências visuais topográficas intensas de lugares e situações. A região foi descrita pela primeira vez por Russell Epstein e Nancy Kanwisher no MIT em 1998, além de outros relatórios semelhantes de Geoffrey Aguirre e Alumit Ishai.
Danos na área de lugar para-hipocampal (por exemplo, devido ao acidente vascular cerebral) geralmente leva a uma síndrome em que os pacientes não conseguem reconhecer as cenas visualmente, embora possam reconhecer os objetos individuais nas cenas (como pessoas, móveis, etc). Esta é muitas vezes considerada o complemento da área fusiforme da face (FFA), uma região cortical próxima que responde fortemente sempre que os rostos são vistos, por isso acredita ser importante para o reconhecimento do rosto.

### Contexto social
Pesquisas adicionais sugeriram que o giro para-hipocampal direito em particular tem funções além da contextualização do plano de fundo visual. Testes realizados por um grupo baseado em Califórnia e liderado por Katherine P. Rankin indicam que o lóbulo também pode desempenhar um papel crucial na identificação do contexto social, incluindo elementos paralinguísticos da comunicação verbal, como o sarcasmo.

## Galeria

Animação. Giro para-hipocampal mostrado em vermelho.
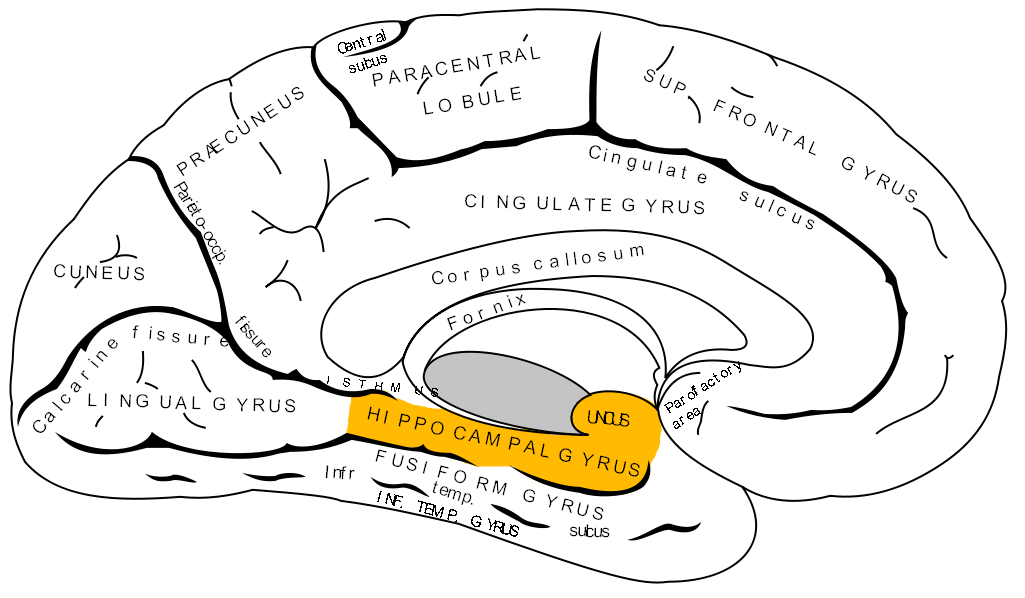
Superfície medial do hemisfério cerebral esquerdo. Giro para-hipocampal mostrado em laranja.
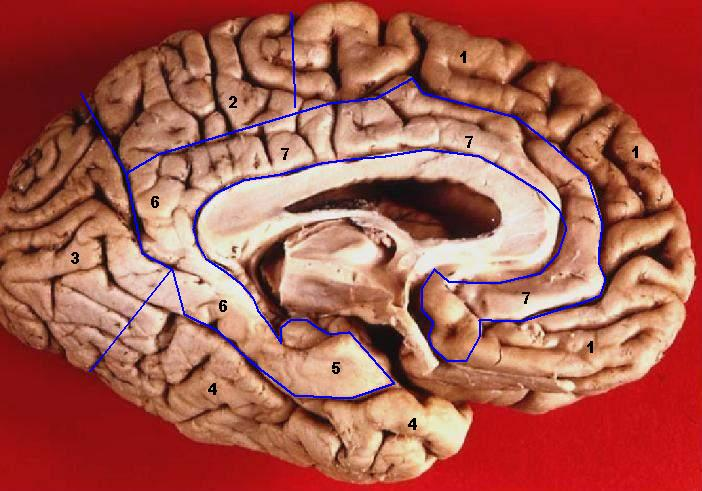
Visão cerebral central do cérebro humano. Giro para-hipocampal rotulado como #5
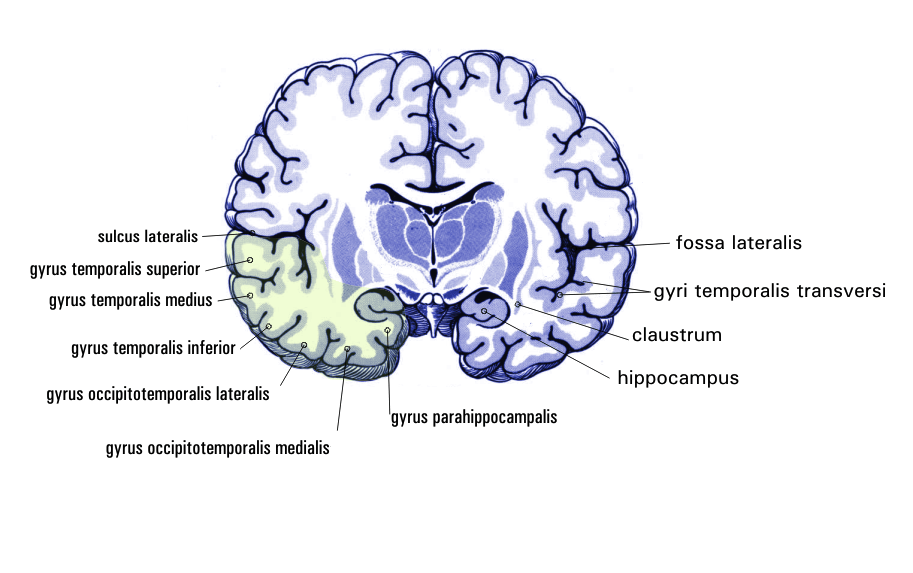
Seção coronal. Giro do Para-hipocampal rotulado no centro inferior.
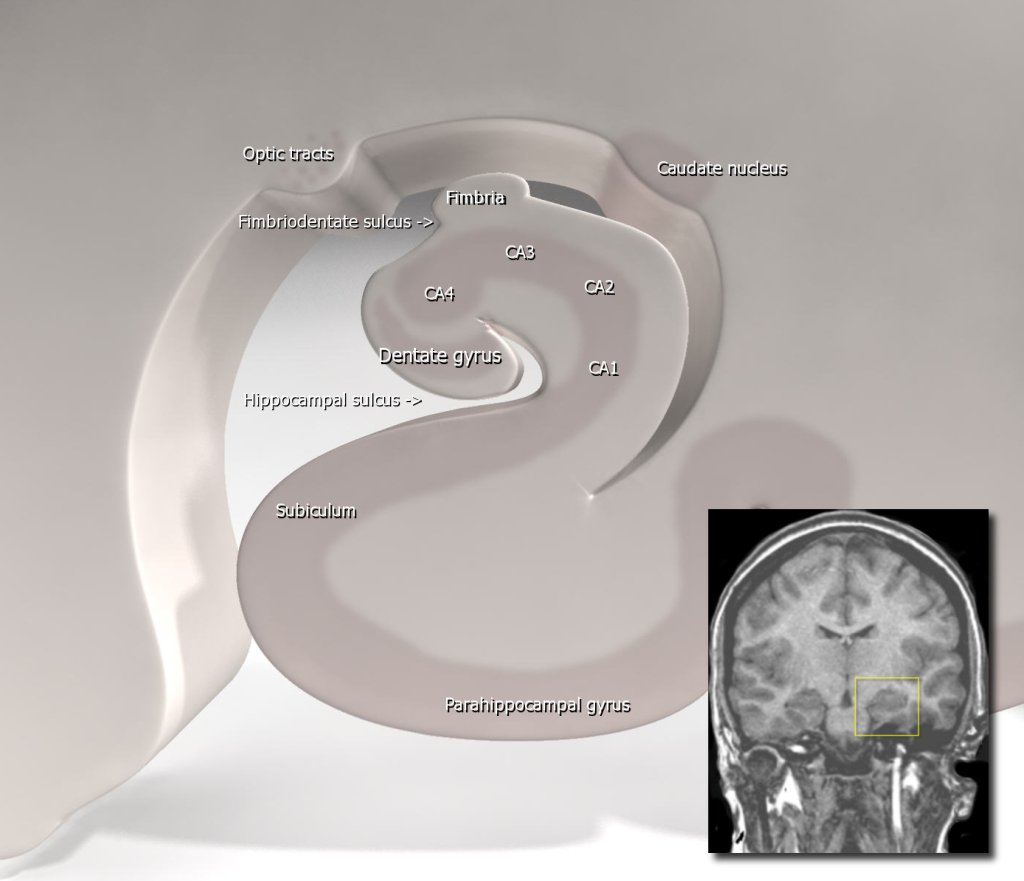
Seção coronal do hipocampo. Giro para-hipocampal rotulado no fundo.
Visão basal de um cérebro humano.
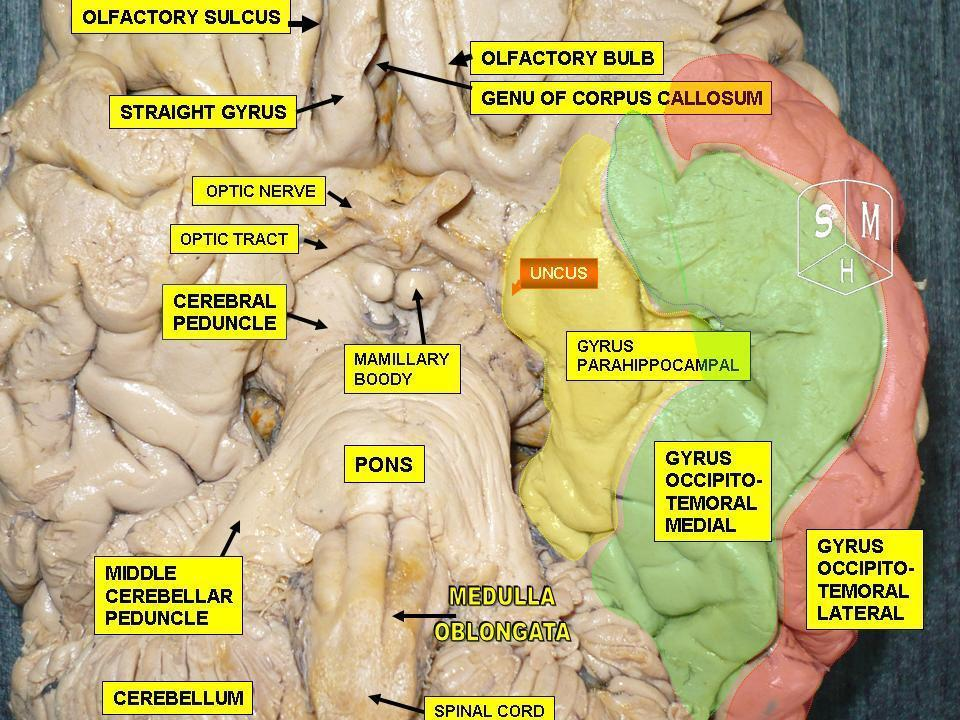
Visão basal de um cérebro humano. Giro para-hipocampal mostrado amarelo.
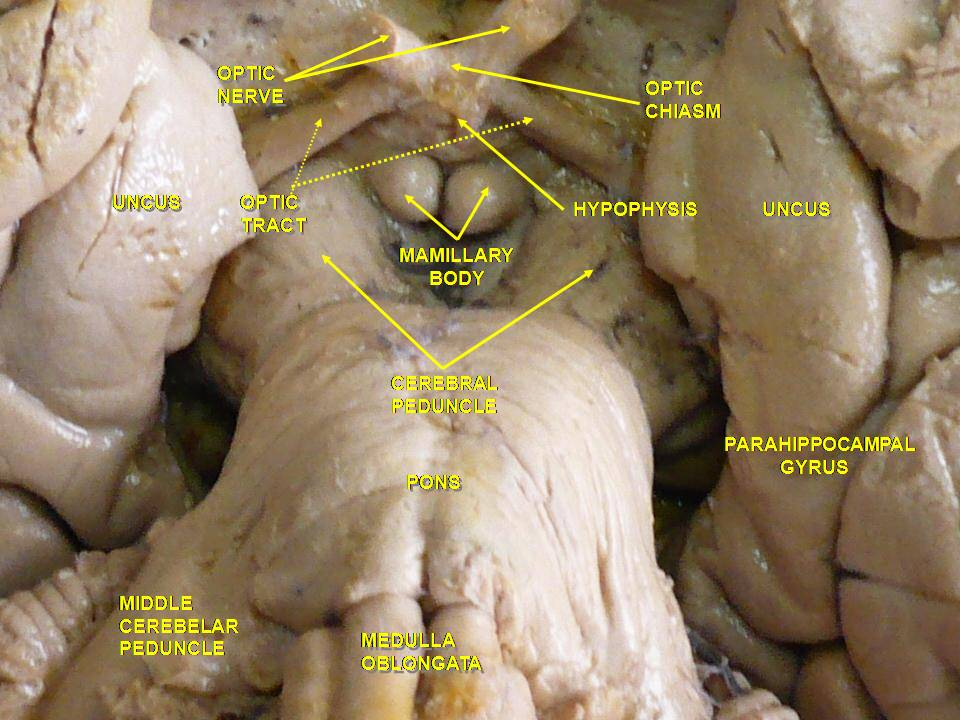
Feche acima do giro para-hipocampal.